# Rafaela Lozana Díaz
Rafaela Lozana Díaz (¿1872?- Gijón, Asturias, 1974) fue una mujer española impulsora del monumento funerario en homenaje a las víctimas de la guerra civil española y la dictadura franquista en el cementerio de Ceares de Gijón. Un parque en el barrio de El Natahoyo, lleva su nombre.

## Trayectoria
Rafaela Lozana inició su lucha a finales de 1937, tras la caída de Asturias durante la guerra civil. Su hijo, Rafael Córdoba Lozana, un estudiante de farmacia, fue detenido acusado de socialista. Fue juzgado el 14 de diciembre de ese año y fusilado el 9 de enero de 1938 a los 28 años. Lozana intentó recoger los restos mortales de su hijo, pero las autoridades se lo impidieron. Tampoco logró localizar el lugar exacto del enterramiento. A partir de ese momento, se dedicó a custodiar los restos de todas las víctimas fusiladas y enterradas en el cementerio, también conocido como El Sucu. Inició además una serie de visitas, prácticamente semanales, al Ayuntamiento de Gijón para reclamar el traslado, a una sola fosa común, de los restos de todas las personas fusiladas y enterradas en las diversas zanjas excavadas en el cementerio gijonés de Ceares. También remitió escritos con esta petición a Gobernadores Civiles, Obispos y al Vaticano.
A comienzos de la década de 1950, se inició una exhumación en diversas zanjas. Un concejal de la corporación ordenó que esos restos se trasladasen al osario del cementerio para su posterior destrucción. Al conocer este suceso, Rafaela Lozana, juntó con otras dieciocho mujeres, se movilizaron para detener el proceso. En 1960 Lozana envió un carta al Arzobispo de Palermo solicitando la paralización, logrando además que se construyera un monumento.
Rafaela Lozana logró paralizar, años después, un nuevo intento de traslado de los restos de las víctimas, en este caso, al Valle de Cuelgamuros, inaugurado el 1 de abril de 1959. Al año siguiente, en 1960, la corporación municipal que lideraba el general Cecilio Olivier, tomó la decisión de reunir todos los restos enterrados en las fosas de Ceares y Jove en un único enterramiento común en El Sucu. Se trata de cuatro fosas dispuestas sobre el terreno formando una cruz. En el centro de las mismas se ubica un monumento en forma de obelisco donde figuran, inscritas, las palabras “HONOR” y “PAX”. Rafaela acudió a la inauguración del mismo pero se rechazó su propuesta de celebrar una misa en homenaje a las víctimas.
Falleció en 1974 a los 102 años. Fue enterrada en una sepultura a escasos metros del monumento de las fosas comunes.

## Legado
La Federación Asturiana Memoria y República (FAMYR) entrega cada año un galardón que lleva su nombre y que reconoce la labor de las mujeres o colectivos de mujeres que luchan por alcanzar en la sociedad, la igualdad, la justicia y la libertad.